# August Schønemann
August Schønemann, ursprungligen Pettersen, född 30 maj 1891 i Kristiania (nuvarande Oslo), död 18 februari 1925 i Oslo, var en norsk sångare och skådespelare.
Schønemann växte upp i Kristiania-stadsdelen Grünerløkka. Han debuterade 1906 i föreställningen Portnerens plageånder på Østre Teater i Kristiania. Från 1908 uppträdde han oftast under namnet August Schønemann. Namnet kom från fadern som använt detta i sin ungdom. Han engagerades vid Jacob von der Lippes turnéteater där han spelade i Oliver Twist. Därefter följde kortare engagemang vid Det norske teatret, Fahlstrøms teater, Pehr Qværnstrøms Folketeater och Tivoli Theater. Han uppträdde också på Kongsberg Sommerteater 1913.
År 1914 engagerades Schønemann vid Theatre Moderne i Tivolihaven i Kristiania där han slog igenom i Thorleif Klausens och Michael Flagstads Futt. Under de följande åtta åren var han teaterns fasta stjärna och dragplåster. År 1919 spelade han mot Max Hansen i Charlies Tante på Parkteatret. År 1922 spelade han huvudrollen i komedifilmen Kjærlighet paa pinde, hans enda filmroll. Därefter följde från 1923 engagemang vid Casino i Ernst Rolfs Fra Karl Johan till Lykkeland och i rollen som Passepartout i Jorden runt på 80 dagar och 1924 rollen som Ko-Ko i Mikadoen. På hösten 1924 spelade Schønemann på Chat Noir i föreställning Uten en tråd. Han gjorde även några grammofoninspelningar.
Schønemann sista år präglades av sjukdom och han led av perniciös anemi. Han avled den 18 februari 1925 och stod då på toppen av sin karriär. Han räknades som Norges mest populäre revyartist och komiker. Hans begravning ledsagades av ett stort begravningsfölje.
Schønemann var son till tapetserarmästaren August Pettersen och Thrine Engebretsen. Han var 1920–1923 gift med dansaren Kitty Benedicte Pedersen Normann. Äktenskapet var olyckligt och i ett utomäktenskapligt förhållande med dansaren Dagmar Kristensen föddes dottern Aud Schønemann, senare känd skådespelare.

## Filmografi
- 1922 – Kjærlighet paa pinde